# 트웰브 (가수)
트웰브(1993년 9월 29일 ~)는 대한민국의 가수다. 2018년 EP 앨범 [Contents 1/2]로 정식 데뷔했다.

## 방송
- 더 팬 (2018) - Top5(5위)
- 영리한 문제아들 (2020)
- 쇼미더머니 9 (2020) - 영상 심사 탈락
- 쇼미더머니 10 (2021) - 영상 심사 탈락
- 아티스탁 게임 (2022) - Top20(18위)
- 아바타싱어 (2022) - Top8(8위)

## 공연
- 포스코콘서트 : Cheer_Full (2018)
- 제2회 블랙뮤직페스티벌(BMF) (2019)
- 메가바운스 힙합 페스티벌 [MEGA BounX by Hiphop Festival] (2019)
- 그랜드 민트 페스티벌 2019 (2019)
- 포스코콘서트 : Wonder_Full (2019)
- TWLV 1ST CONCERT (2020)